# Challenger de Florianópolis 2023
El torneo Florianópolis Challenger 2023, denominado por razones de patrocinio ENGIE Open de Tênis fue un torneo de tenis perteneció al ATP Challenger Tour 2023 en la categoría Challenger 75. Se trató de la 2ª edición; el torneo tuvo lugar en la ciudad de Florianópolis (Brasil), desde el 17 hasta el 23 de abril de 2023 sobre pista de tierra batida al aire libre.

## Jugadores participantes del cuadro de individuales
| Favorito | País                 | Jugador                 | Rank1 | Posición en el torneo |
| -------- | -------------------- | ----------------------- | ----- | --------------------- |
| 1        | Bandera de Chile     | Tomás Barrios           | 145   | CAMPEÓN               |
| 2        | Bandera de Chile     | Alejandro Tabilo        | 161   | FINAL                 |
| 3        | Bandera de Italia    | Luciano Darderi         | 181   | Primera ronda         |
| 4        | Bandera de Argentina | Andrea Collarini        | 194   | Segunda ronda         |
| 5        | Bandera de Argentina | Genaro Alberto Olivieri | 223   | Cuartos de final      |
| 6        | Bandera de Brasil    | Thiago Seyboth Wild     | 230   | Segunda ronda         |
| 7        | Bandera de Italia    | Alessandro Giannessi    | 252   | Cuartos de final      |
| 8        | Bandera de Argentina | Francisco Comesaña      | 255   | Cuartos de final      |

- 1 Se ha tomado en cuenta el ranking del 10 de abril de 2023.

### Otros participantes
Los siguientes jugadores recibieron una invitación (wild card), por lo tanto ingresan directamente al cuadro principal (WC):
- Gustavo Ribeiro de Almeida
- João Fonseca
- Pedro Rodrigues

Los siguientes jugadores ingresan al cuadro principal tras disputar el cuadro clasificatorio (Q):
- Ignacio Carou
- Arklon Huertas del Pino
- Guido Iván Justo
- Wilson Leite
- Orlando Luz
- Pedro Sakamoto

## Campeones

### Individual Masculino
- Tomás Barrios derrotó en la final a  Alejandro Tabilo, 6–4, 6–4

### Dobles Masculino
- Pedro Boscardin Dias /  Gustavo Heide derrotaron en la final a  Christian Oliveira /  Pedro Sakamoto, 6–2, 7–5